# Grit
Grit er en amerikansk stumfilm fra 1924 af Frank Tuttle.

## Medvirkende
- Glenn Hunter som Hart
- Dore Davidson som Finkle
- Clara Bow som Orchid McGonigle
- Osgood Perkins som Boris Giovanni Smith
- Roland Young som Houdini Hart
- Townsend Martin som Flashy Joe
- Helenka Adamowska som Annie Hart
- Martin Borden som Bennie Finkle
- Joseph Depew som Tony O'Cohen